# Долорес (окръг)
Окръг Долорес (на английски: Dolores County) е окръг в щата Колорадо, Съединени американски щати. Площта му е 2766 km², а населението - 2067 души (2017). Административен център е град Доув Крийк.